# Лохлевен (замок)
Лохлевенський замок старовинний замок, нині руїни, що розташовувався на острові Касл в озері Лох-Левен поблизу міста Кінросс у Шотландії. 

## Історія
Ймовірно, замок було зведено близько 1300 року під час війни за незалежність Шотландії (1296–1357 роки). У другій половині XIV століття замок перейшов у власність графа Дугласа й перебував у руках цього роду понад 300 років. У 1567—1568 роках тут було ув’язнено Марію, королеву Шотландії. У 1588 році наглядач королеви отримав титул графа Мортона й він залишив замок. Замок у 1675 році придбав архітектор Вільям Брюс, він використовувався як робочий майданчик. З цього часу замок більше не використовувався як житлова будівля.

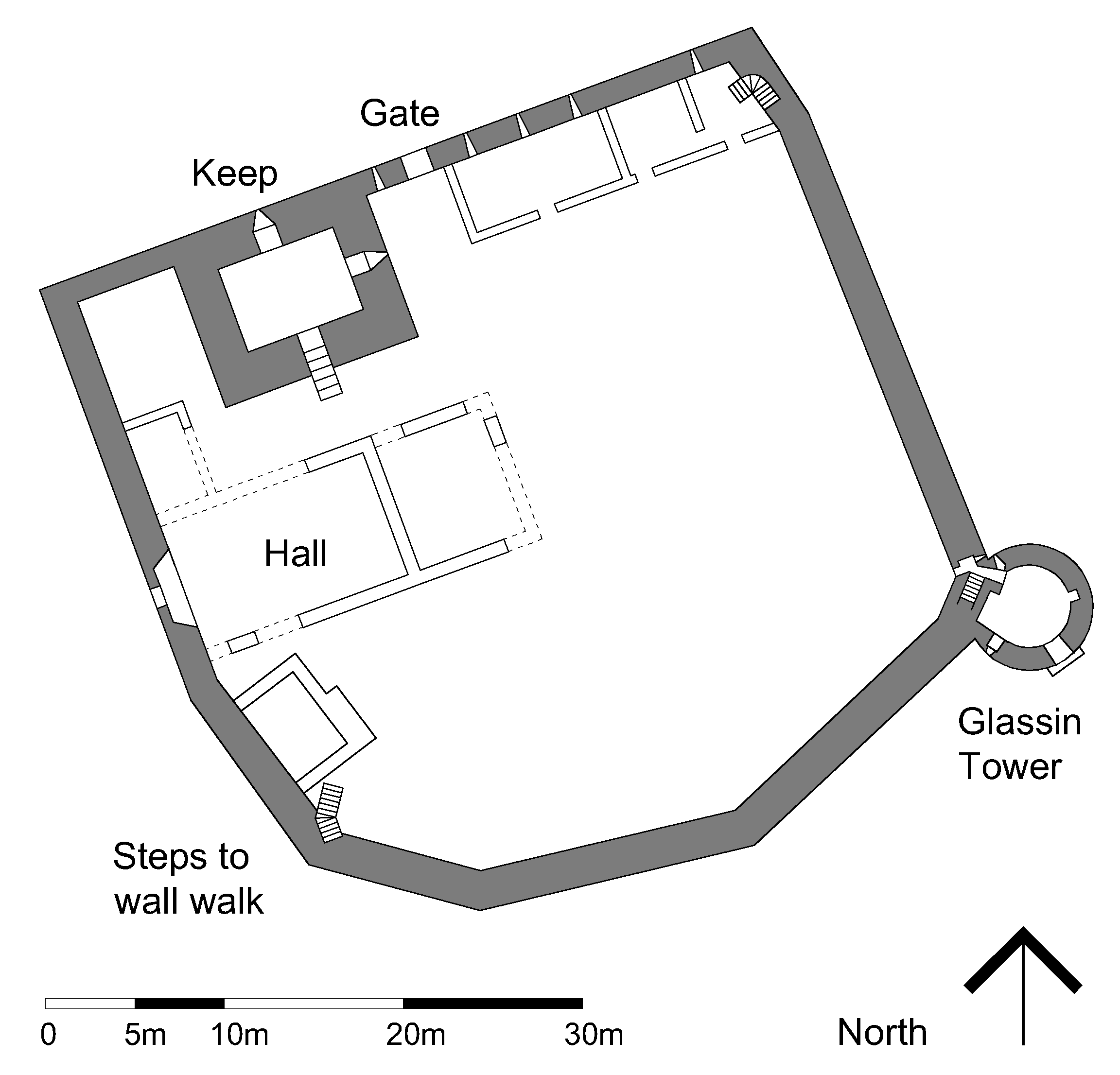
Ground floor plan of Loch Leven Castle

Нині руїни замку перебувають під охороною держави і є доступними для відвідувачів влітку. 